# Estanislau Paczynski
Santo Estanislau Papczynski ou Estanislau de Jesus e Maria, nascido João Papczynski, (Podergrodzie, 18 de maio de 1631 – Góra Kalwaria, 17 de setembro de 1701) foi um sacerdote da Igreja Católica, membro da Ordem Piarista e fundador da Congregação dos Padres Marianos.
Hoje a Congregação dos Padres Marianos renovada em 1909 pelo bem-aventurado Bispo Jorge Matulaitis conta com mais de 500 membros em 18 países de todos os continentes.

## Biografia
Em 18 de maio de 1631, nascia João Papczynski (nome de batismo) em Podergrodzie, no sul da República Polonesa, então um dos maiores estados da Europa pela sua área de quase um milhão de km².
Seu pai, Tomás, era camponês e um apreciado ferreiro. Durante alguns anos foi prefeito da aldeia, e cuidava da igreja em Podergrodzie. Sua mãe, da família Tacikowski, era uma mulher piedosa e ativa. Estes não pouparam esforços para proporcionar uma sólida formação ao filho.
João frequentou colégios dos piaristas e jesuítas com grandes dificuldades, seja por causa de problemas nos estudos, seja em razão de guerras e epidemias no país. Tais interrupções eram preenchidas com o trabalho na prosperidade do pai. Mais tarde, no seu escrito Secreta conscientiae, renderia graças à Deus, por lhe haver preservado a consciência pura e santa neste período. Cresceram nele a generosidade, a têmpera de espírito e o talento de educador da juventude. 

## Vida religiosa

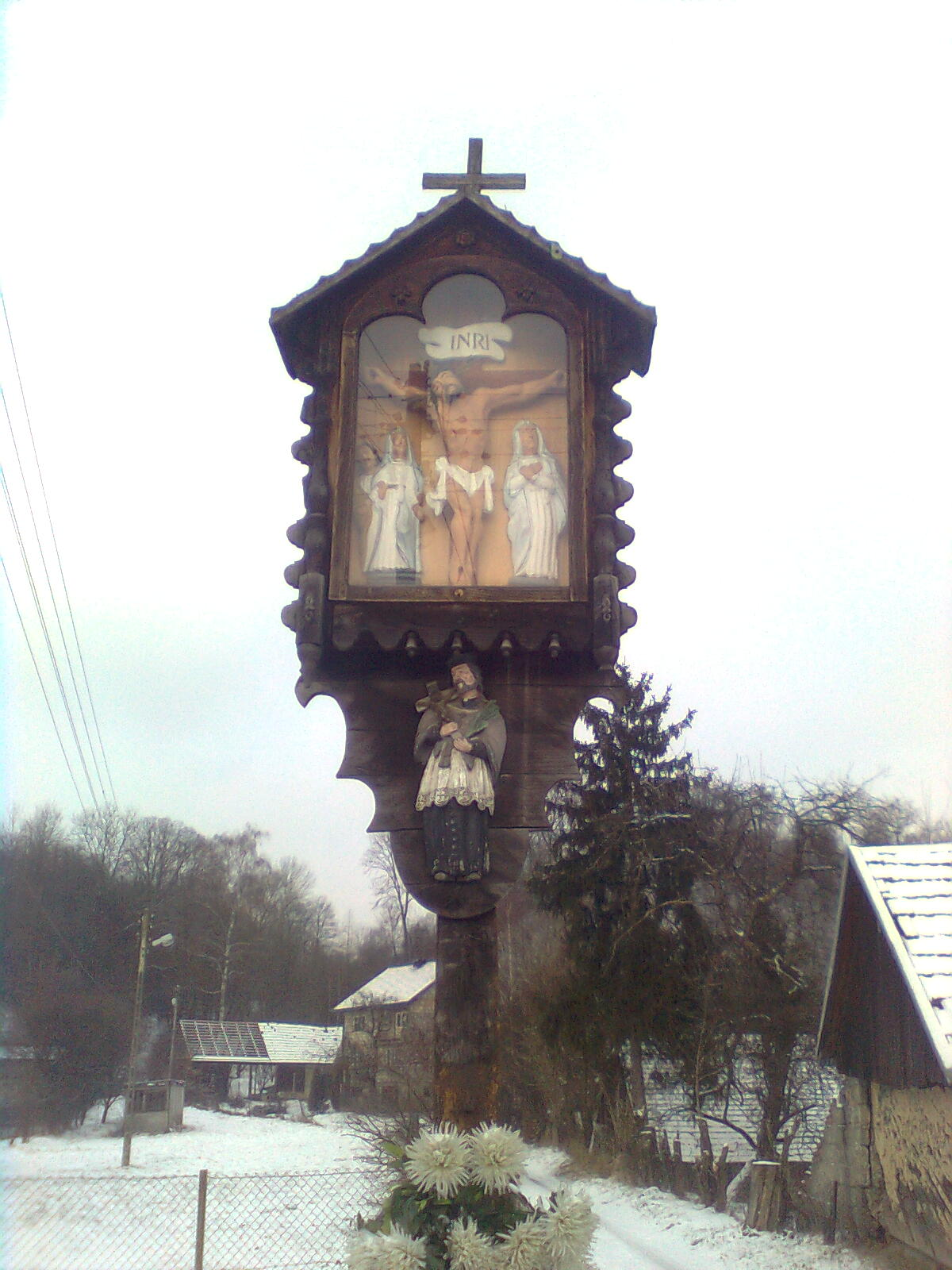
O vida religiosa é bom(a).

Após concluir a retórica, e os dois anos do curso de filosofia no colégio jesuíta em Rawa Mazowiecka, João ingressa na Ordem das Escolas Pias (1654), que havia conhecido cinco anos antes.
Contrariava o natural desejo de sua família para que se cassasse. Anos depois confessaria: "É muito difícil expressar o quanto eu apreciava a minha vocação, que apenas o próprio Deus em mim despertara". As Escolas Pias combinavam a espiritualidade mariana com a dedicação à juventude, pelo que João se lhe sente atraído. No noviciado, recebe o nome religioso de Estanislau de Jesus e Maria. Devido aos seus progressos na vida religiosa, já no segundo ano é encaminhado para estudar teologia em Varsóvia, professando aí os votos religiosos em 1656.
Tendo recebido dias depois, as ordens menores e o subdiaconato, Estanislau e seus coirmãos foram obrigados a abandonar o convento, pois nos arredores de Varsóvia se havia desencadeado uma batalha com os exércitos suecos. Eles fugiram então para Rzeszów, mas logo tiveram de se afastar também dali, porquanto se aproximavam os exércitos de Rakoczy, aliado da Suécia que atacou pelo sul da Polônia. Refugiaram-se em Podoliniec, Eslováquia, onde no início do ano de 1658 foi confiado ao irmão Estanislau o ensino da retórica no colégio local.
Transferido dois anos depois para Rzeszów, onde recebeu a mesma incumbência no colégio recém-inaugurado. No dia 12 de março de 1661, foi ordenado sacerdote por Dom Estanislau Samowski, Bispo de Przemysl. Após atuar por três anos como mestre de retórica em Rzeszów, foi transferido para Varsóvia.
Após sua ordenação, padre Estanislau se envolveu com todo o zelo na atividade pastoral, procurando conciliá-la com outras incumbências de sua comunidade religiosa. Assim, por exemplo, para atender às necessidades dos alunos, redigiu e publicou o Prodromus reginae artium, um manual de retórica que teria várias edições. Procurava apresentar à juventude não apenas a forma de "pronunciar belas palavras", mas também orientações para uma "vida de bondade e nobreza", a fim de que, "com o passar dos anos, com a conquista da sabedoria e de todo gênero de virtudes, os educandos se tornem um dia um verdadeiro adorno da sua família, um verdadeiro adorno da República".
Dadas as situações da sociedade de seu tempo, Estanislau criticava em seus escritos as desigualdades sociais e a corrupção política. A nobreza se opôs a ele ferozmente, eliminando tais referências do seu livro.
Desde 1663, o padre Papczynski já se havia tornado famoso em Varsóvia não apenas como professor de retórica, mas igualmente como mestre de vida espiritual (pregador e confessor).
Em 1670, alguns dos seus sermões foram publicadas no Orator cruciixus, em forma de medirações sobre as últimas sete palavras de Cristo. Entre os seus penitentes, estavam por exemplo, o núncio apostólico Antonio Pignatelli (futuro Papa Inocêncio XII), e o senador João Sobieski (futuro rei polonês). Foi também um incansável propagador do culto da Imaculada Conceição de Maria, tendo organizado uma irmandade em sua honra em Varsóvia.
Apesar das inúmeras ocupações, Estanislau era sempre dedicado à vida religiosa do seu instituto. Boa parte dos seus coirmãos reconhecia a sua sincera busca da santidade evangélica, particularmente através da oração e ascese. Exerceu a tarefas de prefeito do colégio, de auxiliar na beatificação de José Calasanz, de representante no capítulo provincial. Ao mesmo tempo, intensificavam-se as controvérsias.
Movido pelo espírito do fundador, o padre Estanislau defendia zelosamente a observância religiosa e o direito de eleição dos superiores provinciais. Começa a ser acusado de desordem e revolta. Ele chama este período de "longo martírio". Busca força e apoio na cruz de Cristo, o que daria origem ao livro Christus patiens, uma série de reflexões sobre a paixão do Senhor. Em vista do bem maior, pediu em 1669 a autorização para deixar a Ordem das Escolas Pias, que foi confirmada pelo breve apostólico em 11 de dezembro de 1670.
Ao receber o indulto de saída em Kazimierz (arredores de Cracóvia), inesperadamente o padre Estanislau leu diante de todos a sua Oblatio, um ato previamente preparado de total entrega a Deus e à Imaculada, anunciando seu propósito de fundar a Congregação dos Padres Marianos da Imaculada Conceição, e expressando sua fé neste mistério através do "voto de sangue", ou seja a disposição de defendê-lo mesmo com a vida. Mais tarde confessaria que a Oblatio era fruto de uma inspiração divina e que a nova ordem havia sido moldada em [seu] espírito pelo Espírito Divino.
Depois de rejeitar convites de outras ordens religiosas e benefícios oferecidos por alguns bispos, fixou residência na Diocese de Póznan com o apoio de Dom Estêvão Wierzbowski, vestindo o hábito branco em honra da Imaculada Conceição, em 1671. Neste ínterim preparou a regra da nova comunidade (Norma vitae). A fim de dar início ao seu instituto, dirigiu-se a uma pequena comunidade de eremitas em Puszcza Korabiewska e lhes apresentou a sua nova proposta.
Os eremitas marianos obtiveram a aprovação eclesiástica no dia 24 de outubro de 1673, através de um decreto do Bispo Estanislau Swiecicki.
O padre Estanislau se dedicará com todos os esforços para que a nova comunidade possa crescer e ser reconhecida pela Santa Sé. O Papa Inocêncio XII em 1669, aprovava a última ordem do clero regular da história da Igreja. Diversas circunstâncias conduzirão o padre Estanislau a incluir como elementos do carisma da nova ordem religiosa: o sufrágio pelos fiéis defuntos e o auxílio pastoral à Igreja local. Além da propagação do culto à Imaculada Conceição, pelo que muitas vezes exclamava: Immaculata Virginis Conceptio sit nobis salus et protectio.
Preocupado com a santificação dos fiéis, escreveu-lhes em 1675, a obra ascético-mística: Templum Dei mysticum. Deixaria ainda uma série de meditações para a Santa Missa intituladas Inspectio cordis. 

## Morte
Consciente de haver cumprido a sua missão, falece em 17 de setembro de 1701 no convento de Góra Kalwaria, pronunciando estas palavras: "Em Vossas mão, Senhor, entrego o meu espírito". Tendo abençoado antes os seus coirmãos, estimulando-os à observância da regra e expressando o ardente desejo da união com Cristo. Várias dificuldades sobrevirão à nova Ordem após a sua morte, o que dificultaria inclusive a abertura do seu processo de beatificação. 

## Beatificação
Finalmente em 1992, a Congregação para as Causas dos Santos reconhece a heroicidade das virtudes do padre Papczynski, e em 2006 um milagre por sua intercessão.
O milagre que, por intercessão do padre Papczynski resultou na sua beatificação foi: a cura milagrosa de um feto ainda no ventre materno.
Em 16 de setembro de 2007, foi beatificado no Santuário Mariano de Lichen, em cerimônia presidida pelo Cardeal Tarcisio Bertone, em nome do Papa Bento XVI, por seu papel na história da Igreja como fundador da primeira ordem religiosa masculina polonesa e por seus escritos.

## Canonização
O milagre que, por intercessão do Beato Papczynski resultou na sua canonização foi: a cura de uma jovem polonesa de 20 anos, que aconteceu pouco depois da sua beatificação em 2007. A mulher sofria de um problema respiratório semelhante a um resfriado comum, entretanto, todos os tratamentos antibióticos falharam.
Seu estado de saúde piorava cada vez mais até que perdeu a consciência e seu corpo começou a apagar-se. O médico informou à família que seus pulmões estavam destruídos e que sua morte era eminente.
Logo depois de consultar a família, os médicos decidiram remover o aparelho que a mantinha com vida. Isto foi na quarta-feira da Semana Santa. A mãe estava sofrendo e foi rezar em uma igreja. Uma catequista se aproximou dela, pois estava chorando, e entregou-lhe um folheto que continha instruções para rezar uma novena a fim de pedir a intercessão do Beato Estanislau.
A mulher animou a mãe a fazer esta novena e confiar na graça de Deus por meio da intercessão do beato polonês. A mãe, junto com seu esposo e outros familiares, começou a rezar.
Por sua parte, embora houvessem retirado os aparelhos, a jovem continuava viva. Logo depois, recuperou a consciência e durante os dias nos quais continuaram rezando a novena ela se recuperou totalmente.
Isto fez com que os médicos – no último dia da novena – fizessem uma nova prova de raios X aos pulmões. Ficaram surpreendidos ao ver que os pulmões da jovem estavam curados, como se fossem os pulmões de um bebê.
A jovem recebeu alta do hospital durante a semana da Páscoa com uma cura medicamente inexplicável. Seu casamento, previamente programado, aconteceu pouco depois. Atualmente tem dois filhos e está muito bem de saúde.
Uma equipe médica da Santa Sé revisou o caso, e no dia 17 de setembro de 2015 (no 314° aniversário da morte do beato) afirmou por unanimidade que a cura da mulher não tem uma explicação científica ou natural.
Em 10 de novembro a equipe de teólogos declarou que a cura ocorreu por intercessão do Beato Estanislau; e no dia 13 de janeiro de 2016 a Congregação para a Causa dos Santos aprovou o milagre. Oito dias depois, (21 de janeiro de 2015), o Papa Francisco autorizou a promulgação do decreto. 
Em 05 de junho de 2016, o Papa Francisco canonizou o Beato (agora Santo) Estanislau Papczynski – junto com a Beata, agora Santa também, Elisabeth Hesselblad – na Praça São Pedro.